# Съдружници по неволя
„Съдружници по неволя“ (на английски: Moonlighting) е американски сериал, който започва по ABC на 3 март 1985 г. и завършва на 14 май 1989 г. с общо 67 епизода. Той представя Брус Уилис и Сибил Шепърд в ролята на частни детективи и е комбинация от драма, комедия и романс, която е считана за класическа пародия на телевизионните детективски шоута.
Началната песен на сериала е изпълнена от популярния джаз певец Ал Жаро и става хит. Шоуто също се свързва и с това, че прави Уилис голяма звезда и че осигурява на Шепърд успех след поредица от неуспешни проекти.

## Издания на DVD
Lions Gate Entertainment пуска всички пет сезона на „Съдружници по неволя“ на DVD за Регион 1.
| Име на DVD   | Епизоди | Дата на излизане     |
| ------------ | ------- | -------------------- |
| Сезони 1 и 2 | 24      | 31 май 2005 г.       |
| Сезон 3      | 15      | 7 февруари 2006 г.   |
| Сезон 4      | 14      | 12 септември 2006 г. |
| Сезон 5      | 13      | 6 март 2007 г.       |

## „Съдружници по неволя“ в България
В България сериалът първоначално е излъчван по Канал 1 през 90-те години на миналия век. През 2006 г. са излъчени първите три сезона с дублаж. Ролите се озвучават от артистите Ани Василева, Илиана Балийска, Симеон Владов, Марин Янев и Стефан Димитриев.
На 8 декември 2007 г. започва повторно излъчване по Fox Crime, всяка събота и неделя от 22:00 с повторение от 15:00, като биват излъчени всички пет сезона. Сериалът е повторен многократно, като са пускани и маратони. Дублажът е на студио Доли. Ролите се озвучават от артистите Ася Братанова, Нели Топалова до четвърти епизод на четвърти сезон, Ирина Маринова от пети на същия сезон до края на сериала, Симеон Владов, Марин Янев и Димитър Иванчев.
На 3 август 2009 г. започва излъчване по Нова телевизия с дублажа на студио Доли, всеки делничен ден от 11:00, а от 31 август от 14:00, като запоследно е излъчен седми епизод от трети сезон. На 7 март 2011 г. започва още веднъж от първи сезон, всеки делничен ден от 13:30.
На 22 декември 2009 г. започва и по Диема, всеки делник от 19:00 с дублажа на студио Доли.
На 3 май 2010 г. започва по AXN Crime със субтитри на български, всеки понеделник и петък от 16:35 и 22:05. На 25 май стартират повторенията от 18:25, а от следващата седмица разписанието е всяка събота от 17:35 по два епизода.
И по петте канала пилотният епизод от две части, в който Мади и Дейвид се запознават, не е излъчен.